# Віртуальний туризм

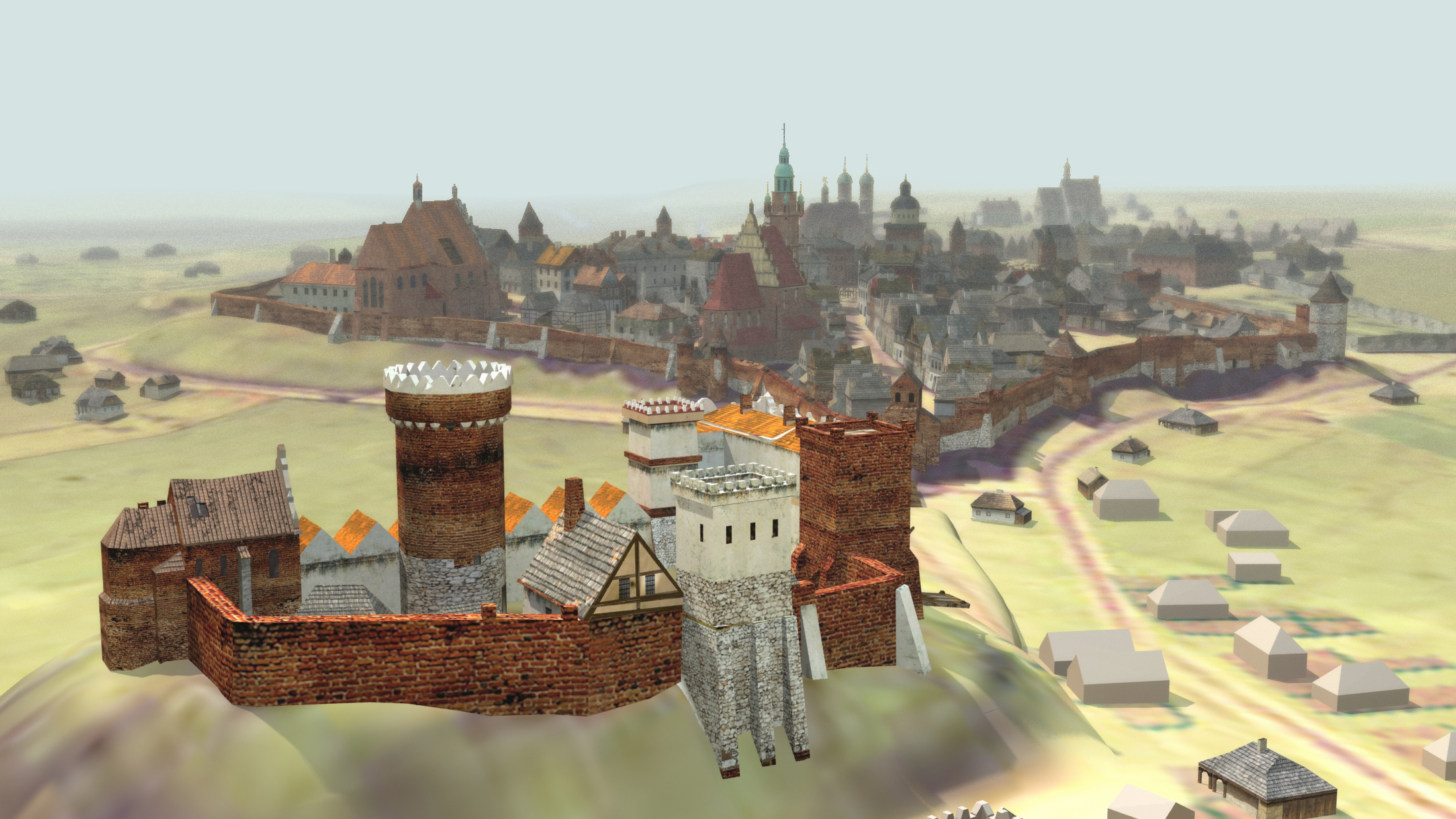
Віртуальний макет Любліна XVI століття

Віртуальний туризм — один із видів туризму, що виник завдяки сучасним інформаційно комп'ютерним технологіям,  електронним засобам комунікацій та можливостям інтернету.

## Загальна характеристика
Віртуальний туризм передбачає віртуальні екскурсії, та віртуальні тури, віртуальні знайомства, де звичайна реальність заміщується віртуальною. Передувало такому виду туризму популярні телерадіопередачі, що знайомили з цікавими туристичними місцями.
Завдяки віртуальному туризму цікаві регіони та об'єкти стають доступні всім користувачам інтернету без будь-яких істотних додаткових витрат. Для мандрівників відкрились нові можливості для здійснення їх мрій подорожей, проте вони стають пасивними глядачами.
Віртуальні подорожі до визначних історичних, культурних та архітектурних пам'яток та об'єктів природно-заповідного фонду можна переглянути на багатьох вебсторінках інтернету представлених у вигляді описаних екскурсій з численними фото та відео матеріалами.
Віртуальний досвід допомагає наблизитися до реальності. За доступністю до віртуальної  екскурсії є також знайомство з експонатами віртуальних музеїв.

## Новітні можливості
За допомогою технологій 3D і можливостей, які надають сервіси, подібні, до «Google Планета Земля», можна відвідати найвіддаленіші куточки планети і навіть космос. Інструмент CGI, розроблений технологічним брендом 3RD Planet, дозволяє користувачам здійснювати реалістичну прогулянку вулицями міста. Група вчених з Університету Північної Кароліни спроектувала віртуальну реальність майдану біля Собору Святого Павла в Лондоні в 1622 р., в межах якої відвідувачі можуть змінювати точку зору за власним бажанням. Нова гарнітура Oculus Rift VR від американського стартапу Oculus VR — попередник пристроїв віртуальної реальності.

## Екскурсії у часі
Віртуальні подорожі  дають можливість переміщуватись також у часі, як у майбутнє так  і минуле. Перед мандрівкою можливо  переглянути ті цікаві та визначні пам'ятки, які планують  скоро побачити, зорієнтуватись з їх місцем розташування. Під час вибору місця відпочинку або відвідування важливим фактором є візуальна інформація. А після подорожі є можливість знову поринути у враження і спогади мандрівки, що відбулась.